# District de Neuville
Le district de Neuville est une ancienne division administrative française du département du Loiret.
Le district est créé à la Révolution française et ne se maintient que de 1790 à 1795. Il précède l'arrondissement dans le découpage administratif du département.
Il a regroupé les cantons de Neuville, Achêres, Artenai, Bazoches, Boisseaux, Chilleurs et Rébréchien.